# بخش منیتولین
بخش منیولین (به انگلیسی: Manitoulin District) یک سکونتگاه مسکونی در کانادا است که در انتاریو واقع شده‌است.